# Tournoi de tennis WCT Challenge Cup
La WCT Challenge Cup est un tournoi de tennis masculin joué de 1976 à 1980. Ce tournoi fut disputé à Honolulu en 1976, Las Vegas en 1977, Montego Bay en Jamaïque en 1978, et Montréal en 1979 et 1980.
Ce tournoi se déroulait uniquement en simple en présence de huit joueurs sous la forme de poules sur le même modèle qu'au Masters. La première édition réunit six membres du top 10 et tous les matchs se jouaient en cinq sets.

## Palmarès
| No | Date       | Nom et lieu du tournoi         | Catégorie | Dotation  | Surface         | Vainqueur     | Finaliste      | Score                   |  |
| -- | ---------- | ------------------------------ | --------- | --------- | --------------- | ------------- | -------------- | ----------------------- |  |
| 1  | 16-02-1976 | WCT Challenge Cup, Honolulu    |           | 320 000 $ | Dur (ext.)      | Ilie Năstase  | Arthur Ashe    | 6-3, 1-6, 6-7, 6-3, 6-1 |  |
| 2  | 13-12-1976 | WCT Challenge Cup, Las Vegas   |           | 220 000 $ | Dur (ext.)      | Ilie Năstase  | Jimmy Connors  | 3-6, 7-6, 6-4, 7-5      |  |
| 3  | 14-11-1977 | WCT Challenge Cup, Las Vegas   |           | 320 000 $ | Moquette (int.) | Jimmy Connors | Roscoe Tanner  | 6-2, 5-6, 3-6, 6-2, 6-5 |  |
| 4  | 11-12-1978 | WCT Challenge Cup, Montego Bay |           | 320 000 $ | Dur (ext.)      | Ilie Năstase  | Peter Fleming  | 2-6, 5-6, 6-2, 6-4, 6-4 |  |
| 5  | 04-12-1979 | WCT Challenge Cup, Montréal    |           | 320 000 $ | Moquette (int.) | Björn Borg    | Jimmy Connors  | 6-4, 6-2, 2-6, 6-4      |  |
| 6  | 03-12-1980 | WCT Challenge Cup, Montréal    |           | 320 000 $ | Moquette (int.) | John McEnroe  | Vijay Amritraj | 6-1, 6-2, 6-1           |  |